# Caverna de Las Chimeneas
A Caverna de Las Chimeneas é um sítio arqueológico enquadrado dentro do complexo Cavernas do Monte Castillo, situada em Puente Viesgo (Cantábria, Espanha). É incluída na lista do Patrimônio da Humanidade da UNESCO desde Julho de 2008, dentro do sítio "Caverna de Altamira e arte rupestre paleolítica do Norte da Espanha" (em inglês, Cave of Altamira and Paleolithic Cave Art of Northern Spain).
É uma cavidade com dois andares, comunicados pela formação de chaminés cársticas, que dão nome à caverna. O interesse arqueológico encontra-se no andar inferior, já que a parte superior da caverna é simplesmente um labirinto estéril.
Foi descoberta em 1953 pela mesma equipa de caminheiros da Deputação Regional que descobre a Caverna de Las Monedas, sendo três anos depois que Joaquín González Echegaray publicou um estudo no qual relatava a aparição de restos de sílex, inumações de Pré-História recente e diferentes gravuras na caverna.
Tudo o conjunto enquadrar-se-ia dentro do "estilo III" de Leroi-Gourhan, ou seja, da época do Solutreano. Contudo, as datações realizadas em Carbono 14 indicam que os restos são Magdalenianos.